# Optocerus auratus
Optocerus auratus är en insektsart som beskrevs av Freytag 1969. Optocerus auratus ingår i släktet Optocerus och familjen dvärgstritar. Inga underarter finns listade i Catalogue of Life.